# Tarjeta de felicitación

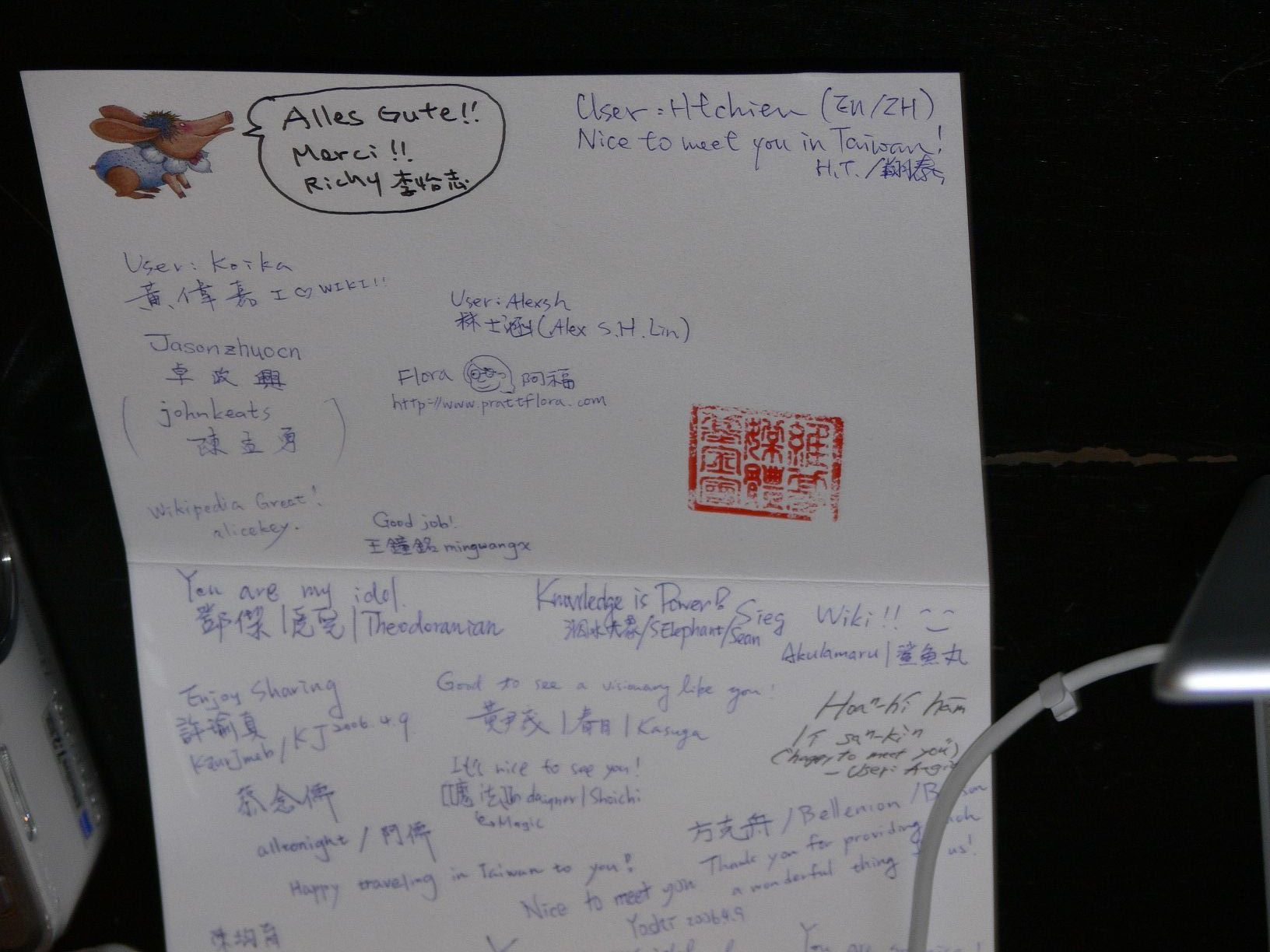
Tarjeta de felicitación de wikipedistas taiwaneses para Jimbo Wales

Una tarjeta de felicitación es una tarjeta ilustrada, doblada que ofrece una expresión de amistad o de otro sentimiento. Aunque las tarjetas de felicitación se dan generalmente en ocasiones especiales tales como cumpleaños, Navidad u otros días de fiesta, también se envían para dar las gracias o por otros motivos. Las tarjetas de felicitación, acompañadas generalmente de un sobre, en una gran variedad de estilos, son tanto manufacturadas como hechas a mano por centenares de compañías grandes y pequeñas. Actualmente, las tarjetas de felicitación con tintas o decoraciones pegadas pueden costar hasta cinco dólares cada uno.
Las tarjetas de felicitación son especialmente populares en el mundo anglosajón siendo las compañías Hallmark Cards y American Greetings los productores de tarjetas más importantes del mundo. En el Reino Unido, se estima que se gastan mil millones de libras en tarjetas de felicitación cada año existiendo establecimientos dedicados exclusivamente a su venta. Cada persona envía una media de 55 tarjetas por año.

## Contenido

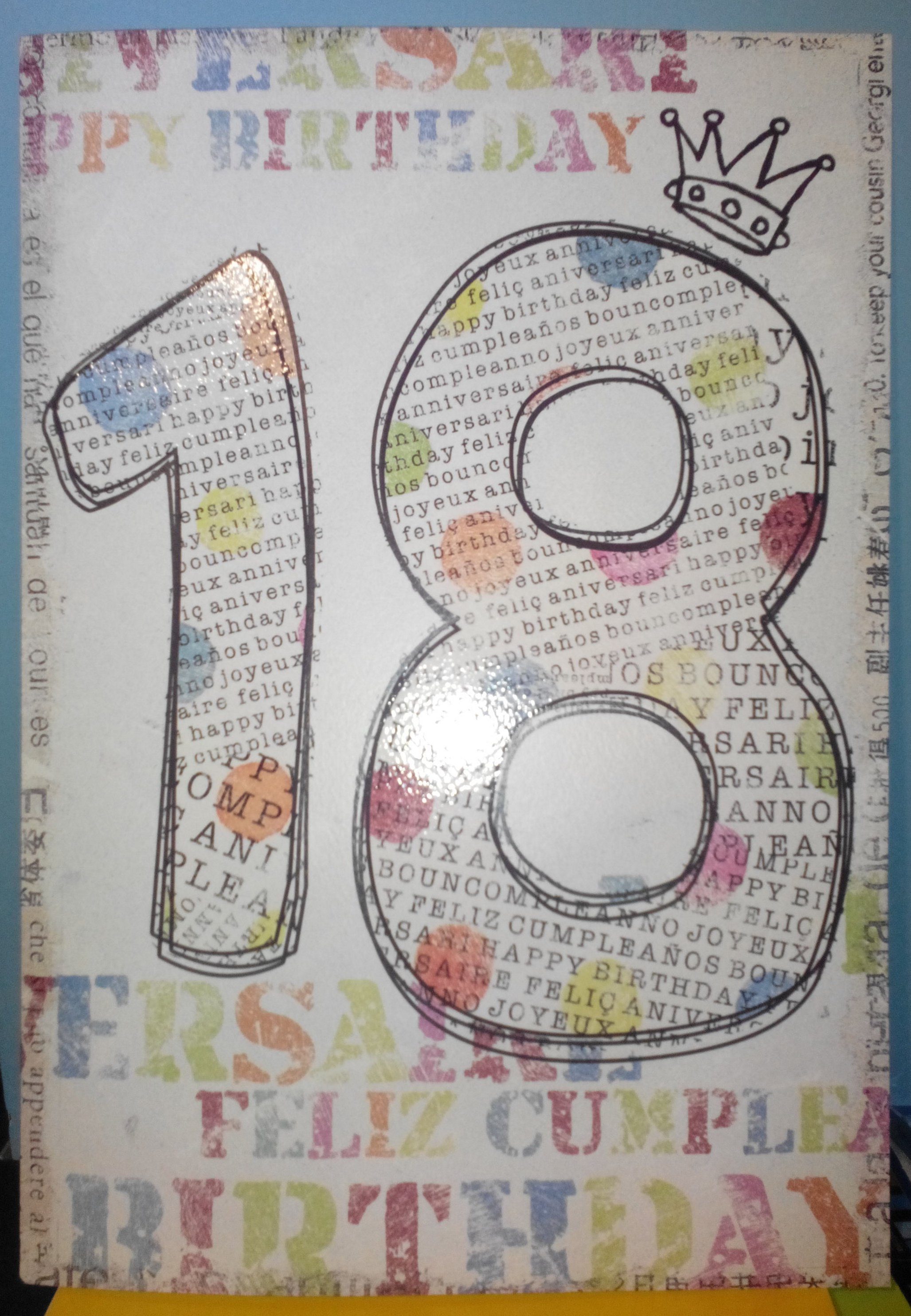
Tarjeta de cumpleaños.

Las tarjetas pueden tener el interior blanco para escribir libremente la felicitación o llevar mensajes impresos de diversa índole. En este caso, las expresiones varían desde las más serias y románticas hasta las más cómicas e irreverentes en función de su motivo y destinatarios. 
Las ocasiones más comunes de utilización de tarjetas son:
- Aniversarios: cumpleaños, día de San Valentín, aniversario de boda
- Fiestas de fin de año: genéricas o específicas - Feliz Navidad, Feliz Año Nuevo, Feliz Jánuca, etc.
- Eventos: nacimientos, bodas, graduaciones, etc.
- Compasión: ante una enfermedad, ante un amor perdido, etc.
- Otros sentimientos personales: agradecimiento, disculpas, amistad, amor, etc.

## Tipos
El paso del tiempo y la evolución de la tecnología permitiendo el corte automatizado del papel así como nuevas técnicas de impresión, han dado lugar a varios tipos de felicitaciones más allá de las tradicionales. Algunos ejemplos son:
- Pop-Up 3D: Diseñadas de tal forma que son capaces de desplegar una figura con relieve al abrirlas. Esta se encontraba doblada en el interior y causa un gran efecto de sorpresa al receptor.
- Musicales: Esconde un pequeño altavoz junto con una pila y un pequeño circuito que se acciona al abrir la tarjeta. Las melodías son muy variadas siendo habituales canciones de cumpleaños o navideñas. Algunas permiten grabar tu propio mensaje.
- Gigantes: Se caracterizan por tener unas dimensiones extraordinariamente grandes, mínimo superiores al tamaño A3 que resulta en un A4 si está doblado.
- Online: Con video, sonido o tan sólo con imágenes permiten enviar el saludo o felicitación a través de las redes.

## Historia
La costumbre de enviar tarjetas de saludo se puede remontar a la Antigua China, donde desde muy antiguo se intercambiaban mensajes escritos de buena voluntad para celebrar el Año Nuevo y a los antiguos egipcios, que también transportaban sus saludos a familiares y amigos en rollos de papiro.
A comienzos del siglo XV, las tarjetas de saludo en papel hecho a mano eran intercambiadas entre la alta sociedad de Europa. Se sabe que los alemanes tenían saludos de Año Nuevo impresos en madera (xilografía) desde 1400, y tanto poesías como felicitaciones hechas a mano de papel para San Valentín eran intercambiadas en varias partes de Europa desde comienzos a mediados del siglo XVI.
Sin embargo, por el 1850, la tarjeta de saludo fue transformada de un regalo relativamente costoso, hecho a mano y entregado en mano a un medio popular y comprable de comunicación personal, debido en gran parte a los avances en la impresión y la mecanización.
Esta tendencia continuó, seguida por las nuevas tendencias como las tarjetas de Navidad, las primeras de las cuales aparecieron en forma pública en Londres en 1843 cuando sir Henry Cole empleó al artista John Calcott Horsley para diseñar una tarjeta de fiesta que él pudiera enviar a sus amigos y conocidos.
En los años 1860 compañías como Marcus Ward & Co, Goodall y Charles Bennett comenzaron la producción en masa de tarjetas de felicitación. Emplearon artistas bien conocidos tales como Kate Greenaway y Walter Crane como ilustradores y diseñadores de las tarjetas.
Los progresos técnicos como la litografía en color propulsaron desde 1930 en adelante la industria manufacturera de la tarjeta de felicitación.
Actualmente, las nuevas tecnologías han abierto un nuevo terreno de uso de las tarjetas al posibilitar el envío de felicitaciones virtuales vía internet. Para ello, se han constituido gran número de portales que ofertan un buen número de diseños y estilos que pueden remitirse por correo electrónico.